# Isusova pelenica
Isusova pelenica relikvija je koja se uz ostale nalazi u riznici dubrovačke katedrale.
Spominje se od 1030. godine kao pelenica u koju je Isus bio umotan prilikom prikazanja u hramu (Lk 2 29-32). Svećenik Ivan na povratku iz Misira svrativši u Dubrovnik iskoristio je prigodu i posjetio svog znanca mjesnog svećenika Srđa. Tom prigodom povjerio mu je na čuvanje olovni kovčežić s napomenom da ga ne otvara makar deset godina. Srđ je kovčeg skrio u crkvi pod kamene ploče. Po povratku s putovanja u Svetu zemlju Srđ je na mjestu crkve pronašao biskupski dvor, ipak je uspio pronaći kovčeg i povjeriti se biskupu Vitalu. S pelenicom su pronašli i pismo koje je potvdilo autentičnost relikvije. Biskup je pred smrt tajnu povjerio časnoj sestri benediktinki, koja je opet do svoje smrti čuvala tajnu. Nakon toga postojanje relikvije više nije bilo tajna pa se ustaljuje običaj poklanjanja dijelića pelene bolesnicima na smrt i rodiljama. Pelenica se dugo čudesno obnavljala, sve dok jedan komadić nije poklonjen bosanskoj kraljici. Benediktinke su, međutim nastavile praksu poklanjanja dijelova, ali dubrovački senat u strahu od potpunog gubitka relikvije istu pohranjuje u riznicu katedrale. Prilikom velike trešnje 1667. godine srušena je i katedrala. U nastalom neredu mletački zapovjednik lumbardijera pokušao je otuđiti relikviju, ali njegova ljubavnica u strahu pred Bogom otkriva tajnu pa pelenica ostaje u Dubrovniku i Revelinu sve do Feste sv. Vlaha 1712. godine kad je prenesena u novosagrađenu katedralu gdje se čuva do danas pod brojem LXXXVI. kao SACER PANNICULUS CHRISTI. Od tog doba iznosi se samo jedan put godišnje u procesiji na dan sv. Vlaha. Nakon što je oduzeta benediktinkama samo se dva puta komadić otkinuo od relikvije i to 1396. godine kao dar Žigmundu Luksemburškom dok je boravio u Dubrovniku i 1844. godine papi Piu IX. dio koji se čuva u Lateranskoj bazilici.

## Vanjske poveznice
- Moćnik stolne crkve
- Službene stranice grada Dubrovnika